# Aiguilles
Pour les articles homonymes, voir Aiguille.
Aiguilles (/ɛɡɥij/), en provençal Aiguilho, est une commune française située dans le département des Hautes-Alpes, en région Provence-Alpes-Côte d'Azur.

## Géographie
| - OpenStreetMap Limite communale. |

D’une altitude de 1 450 mètres, cette commune dans le Queyras et la haute vallée du Guil, est située à 80 km de Gap dans l'arrondissement de Briançon (à 70 km), chef-lieu de canton. Les points culminants du territoire sont la Gardiole de l'Alp (au sud) à 2 786 mètres, et le Petit Rochebrune, à 3 078 mètres, (au nord). En plus du Guil, la commune est arrosée par plusieurs de ses affluents : le torrent de Peynin, le torrent du lombard. Au pied du Petit Rochebrune, deux étangs d'altitude (plus de 2 600 mètres) sont les points de départs d'autres petits affluents.
Elle est accessible par la RD 947, reliant Fort Queyras, sur la commune de Château-Ville-Vieille, à Abriès. Une liaison de transport en commun par bus, circulant entre la gare de Mont-Dauphin et le Queyras, via Guillestre, passe par Aiguilles.
Les habitants sont appelés les Aiguillons (onnes).

### Climat
Pour des articles plus généraux, voir Climat de Provence-Alpes-Côte d'Azur et Climat des Hautes-Alpes.
En 2010, le climat de la commune est de type climat des marges montargnardes, selon une étude du Centre national de la recherche scientifique s'appuyant sur une série de données couvrant la période 1971-2000. En 2020, Météo-France publie une typologie des climats de la France métropolitaine dans laquelle la commune est exposée à un climat de montagne ou de marges de montagne et est dans la région climatique Alpes du sud, caractérisée par une pluviométrie annuelle de 850 à 1 000 mm, minimale en été.
Pour la période 1971-2000, la température annuelle moyenne est de 6,9 °C, avec une amplitude thermique annuelle de 17,9 °C. Le cumul annuel moyen de précipitations est de 924 mm, avec 7 jours de précipitations en janvier et 6,9 jours en juillet. Pour la période 1991-2020, la température moyenne annuelle observée sur la station météorologique de Météo-France la plus proche, « Ristolas », sur la commune d'Abriès-Ristolas à 5 km à vol d'oiseau, est de 5,2 °C et le cumul annuel moyen de précipitations est de 892,9 mm. 
La température maximale relevée sur cette station est de 32,6 °C, atteinte le 28 juin 2019 ; la température minimale est de −26 °C, atteinte le 28 février 2018,,.
Les paramètres climatiques de la commune ont été estimés pour le milieu du siècle (2041-2070) selon différents scénarios d'émission de gaz à effet de serre à partir des nouvelles projections climatiques de référence DRIAS-2020. Ils sont consultables sur un site dédié publié par Météo-France en novembre 2022.

## Urbanisme

### Typologie
Au 1er janvier 2024, Aiguilles est catégorisée commune rurale à habitat dispersé, selon la nouvelle grille communale de densité à 7 niveaux définie par l'Insee en 2022.
Elle est située hors unité urbaine et hors attraction des villes,.

### Occupation des sols
Le tableau ci-dessous présente l'occupation des sols de la commune en 2018, telle qu'elle ressort de la base de données européenne d’occupation biophysique des sols Corine Land Cover (CLC).
| Type d’occupation                             | Pourcentage | Superficie (en hectares) |
| --------------------------------------------- | ----------- | ------------------------ |
| Tissu urbain discontinu                       | 0,8 %       | 31                       |
| Prairies et autres surfaces toujours en herbe | 1,3 %       | 52                       |
| Forêts de conifères                           | 38,3 %      | 1 554                    |
| Pelouses et pâturages naturels                | 38,0 %      | 1 544                    |
| Forêt et végétation arbustive en mutation     | 7,3 %       | 296                      |
| Roches nues                                   | 7,8 %       | 317                      |
| Végétation clairsemée                         | 6,6 %       | 267                      |
| Source : Corine Land Cover                    |             |                          |

## Toponymie
Le nom de la localité est signalé sous le nom de Aiguilli dès 1371.
Aiguilha en occitan.
Le français « aiguille » vient du latin populaire acucula, diminutif de acus, « aiguille » (de pin, à coudre).
Mais en réalité, le nom de la localité dérive probablement de *Ad Guillum, « Près du Guil, vers le Guil ». En effet, le torrent du Guil coule dans la vallée où se trouve le village et confirme cette hypothèse.

## Héraldique
| Blason de Aiguilles | Blason  | D'argent au pal de sable accosté de deux quintefeuilles d'azur. |
| Blason de Aiguilles | Détails | Le statut officiel du blason reste à déterminer.                |

## Politique et administration

### Liste des maires
| Période                                  | Période   | Identité                    | Étiquette | Qualité                                          |
| ---------------------------------------- | --------- | --------------------------- | --------- | ------------------------------------------------ |
| mars 2001                                | mars 2008 | Dominique Alberto           |           |                                                  |
| mars 2008                                | mars 2014 | Jacques Bosio               |           |                                                  |
| mars 2014                                | mai 2020  | Serge Laurens               |           | Fonctionnaire de catégorie C                     |
| mai 2020                                 | En cours  | Mme Dominique Bucci Alberto |           | Cadre administrative et commerciale d'entreprise |
| Les données manquantes sont à compléter. |           |                             |           |                                                  |

### Intercommunalité
Aiguilles fait partie : 
- de 2000 à 2017, de la communauté de communes du Queyras ;
- depuis le 1er janvier 2017, de la communauté de communes du Guillestrois et du Queyras.

## Population et société

### Démographie

#### Évolution démographique
L'évolution du nombre d'habitants est connue à travers les recensements de la population effectués dans la commune depuis 1793. Pour les communes de moins de 10 000 habitants, une enquête de recensement portant sur toute la population est réalisée tous les cinq ans, les populations de référence des années intermédiaires étant quant à elles estimées par interpolation ou extrapolation. Pour la commune, le premier recensement exhaustif entrant dans le cadre du nouveau dispositif a été réalisé en 2005.

En 2022, la commune comptait 374 habitants, en évolution de −12,62 % par rapport à 2016 (Hautes-Alpes : +0,4 %, France hors Mayotte : +2,11 %).
| 1793 | 1800 | 1806 | 1821 | 1831 | 1836 | 1841 | 1846 | 1851 |
| ---- | ---- | ---- | ---- | ---- | ---- | ---- | ---- | ---- |
| 952  | 890  | 886  | 960  | 983  | 938  | 833  | 750  | 745  |

| 1856 | 1861 | 1866 | 1872 | 1876 | 1881 | 1886 | 1891 | 1896 |
| ---- | ---- | ---- | ---- | ---- | ---- | ---- | ---- | ---- |
| 717  | 634  | 713  | 660  | 671  | 604  | 558  | 407  | 515  |

| 1901 | 1906 | 1911 | 1921 | 1926 | 1931 | 1936 | 1946 | 1954 |
| ---- | ---- | ---- | ---- | ---- | ---- | ---- | ---- | ---- |
| 512  | 547  | 515  | 304  | 301  | 314  | 324  | 284  | 300  |

| 1962 | 1968 | 1975 | 1982 | 1990 | 1999 | 2005 | 2006 | 2010 |
| ---- | ---- | ---- | ---- | ---- | ---- | ---- | ---- | ---- |
| 250  | 249  | 275  | 310  | 377  | 441  | 412  | 412  | 433  |

| 2015 | 2020 | 2022 | - | - | - | - | - | - |
| ---- | ---- | ---- | - | - | - | - | - | - |
| 425  | 382  | 374  | - | - | - | - | - | - |

#### Pyramide des âges
En 2021, le taux de personnes d'un âge inférieur à 30 ans s'élève à 20,3 %, soit en dessous de la moyenne départementale (28,5 %). À l'inverse, le taux de personnes d'âge supérieur à 60 ans est de 37,9 % la même année, alors qu'il est de 33,2 % au niveau départemental.
En 2021, la commune comptait 191 hommes pour 186 femmes, soit un taux de 50,66 % d'hommes, légèrement supérieur au taux départemental (48,71 %).
Les pyramides des âges de la commune et du département s'établissent comme suit :
| Hommes | Classe d’âge | Femmes |
| ------ | ------------ | ------ |
| 2,1    | 90 ou +      | 2,7    |
| 9,4    | 75-89 ans    | 20,1   |
| 22,1   | 60-74 ans    | 19,5   |
| 31,8   | 45-59 ans    | 26,2   |
| 14,3   | 30-44 ans    | 11,2   |
| 8,1    | 15-29 ans    | 9,7    |
| 12,2   | 0-14 ans     | 10,6   |

| Hommes | Classe d’âge | Femmes |
| ------ | ------------ | ------ |
| 1      | 90 ou +      | 2,5    |
| 9      | 75-89 ans    | 11,6   |
| 20,9   | 60-74 ans    | 21,2   |
| 21,3   | 45-59 ans    | 20,8   |
| 17,4   | 30-44 ans    | 17,1   |
| 14,3   | 15-29 ans    | 12,1   |
| 16,1   | 0-14 ans     | 14,7   |

## Économie
Aiguilles fait partie des zones de production de l'agneau de Sisteron, des vins Hautes-Alpes IGP, y compris primeurs et des vins de la Méditerranée.

## Lieux et monuments

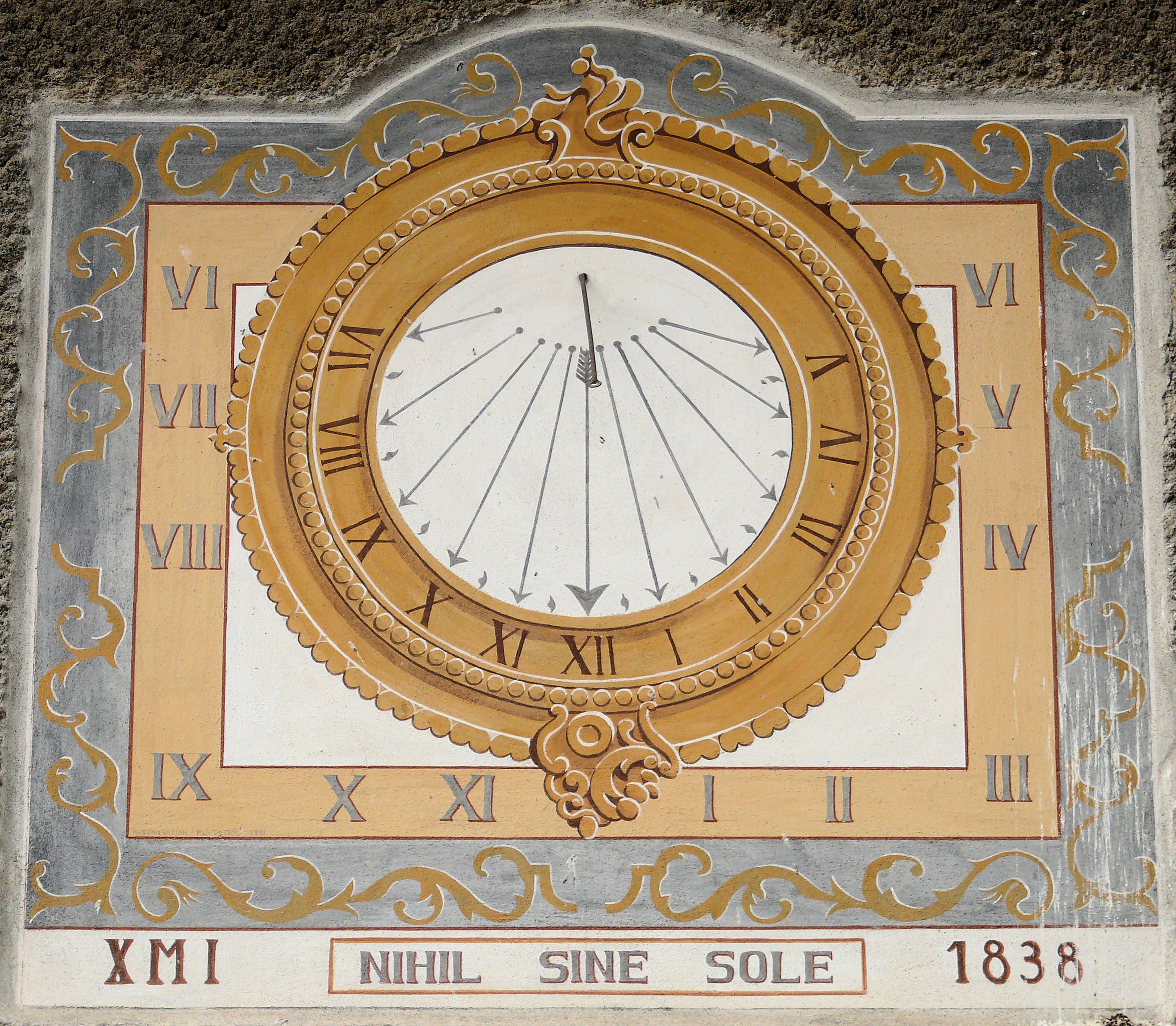
Cadran solaire.

- Église Saint-Jean-Baptiste[20], reconstruite au XVIIe siècle. Elle a été remaniée au XIXe siècle.
- Chapelle du Sacré-Cœur, construite au XVIIIe siècle à côté de l'église paroissiale. Elle a peut-être été une chapelle d'une confrérie de Pénitents.
- Chapelle de la Nativité-de-la-Vierge, construite au XIXe siècle.
- Chapelle Notre-Dame-des-Neiges, construite au XVIIIe siècle.
- chapelle Saint-Louis, construite au XVIIe siècle.
- Mairie[21], construite en 1892.
- Le village des Américains : ensemble de « villas », construites par des habitants du village, ayant émigré en Amérique du Sud, et revenus dans la commune fortune faite[22].
- La maison de fer : faussement attribuée à Gustave Eiffel, le bâtiment démontable a été conçu pour l'exposition de Bordeaux (1895), devant servir de palais de la presse et de la publicité. Le système de construction est dû à l'ingénieur Bibiano Duclos qui possédait un atelier à Courbevoie. Elle a été ré-assemblée dans la commune.
- Téleski de Chabataron[22].

## Personnalités liées à la commune
- Raymond Villan (1884-1961), ancien combattant 1914-1918, président du syndicat d'initiative, membre du Comité de Tourisme en Montagne depuis 1904 au Touring Club de France.
- Nicole Villan (1915-2008), championne de France descente et slalom 1938-1939[réf. nécessaire].
- Boris Roatta (1980-1994), jeune acteur, est décédé et enterré à Aiguilles.